# Edmonton
Edmonton (/ˈɛdməntən/ ⓘ) là thành phố lớn thứ 6 của Canada, thủ phủ của tỉnh (tương đương như bang ở Hoa Kỳ) Alberta, tỉnh nổi tiếng về trữ lượng dầu mỏ đứng thứ 2 thế giới chỉ sau Ả Rập Xê Út. Edmonton là một thành phố trẻ, năm 2004 này Edmonton ăn mừng kỷ niệm thế kỷ đầu tiên của mình; với chỉ khoảng gần 1 triệu dân. Thành phố này còn nổi tiếng với West Edmonton Mall, trung tâm mua sắm lớn nhất thế giới, có cả một khách sạn, một công viên nước, một trường bắn, một công viên giải trí với trò tàu lượn vòng xoay tốc, một bảo tàng sống mô tả cuộc sống qua các thời kỳ, bảo tàng hoàng gia Alberta, Đại học Alberta, đứng thứ 55 thế giới và thứ 2 đến 3 trong Canada. Thành phố này còn nổi tiếng về các lễ hội nhất là vào mùa hè. Mùa đông, bạn có thể chơi các trò chơi thể thao mùa đông như trượt băng, trượt tuyết (xuống đồi hoặc đường bằng)
Vào năm 2025, Azolla Hydrogen và các đối tác dự án khác đã ra mắt trạm tiếp nhiên liệu hydrogen di động mới.

## Khí hậu
| Dữ liệu khí hậu của Edmonton City Centre (Blatchford Field) Airport (1981−2010) | Dữ liệu khí hậu của Edmonton City Centre (Blatchford Field) Airport (1981−2010) | Dữ liệu khí hậu của Edmonton City Centre (Blatchford Field) Airport (1981−2010) | Dữ liệu khí hậu của Edmonton City Centre (Blatchford Field) Airport (1981−2010) | Dữ liệu khí hậu của Edmonton City Centre (Blatchford Field) Airport (1981−2010) | Dữ liệu khí hậu của Edmonton City Centre (Blatchford Field) Airport (1981−2010) | Dữ liệu khí hậu của Edmonton City Centre (Blatchford Field) Airport (1981−2010) | Dữ liệu khí hậu của Edmonton City Centre (Blatchford Field) Airport (1981−2010) | Dữ liệu khí hậu của Edmonton City Centre (Blatchford Field) Airport (1981−2010) | Dữ liệu khí hậu của Edmonton City Centre (Blatchford Field) Airport (1981−2010) | Dữ liệu khí hậu của Edmonton City Centre (Blatchford Field) Airport (1981−2010) | Dữ liệu khí hậu của Edmonton City Centre (Blatchford Field) Airport (1981−2010) | Dữ liệu khí hậu của Edmonton City Centre (Blatchford Field) Airport (1981−2010) | Dữ liệu khí hậu của Edmonton City Centre (Blatchford Field) Airport (1981−2010) |
| Tháng                                                                           | 1                                                                               | 2                                                                               | 3                                                                               | 4                                                                               | 5                                                                               | 6                                                                               | 7                                                                               | 8                                                                               | 9                                                                               | 10                                                                              | 11                                                                              | 12                                                                              | Năm                                                                             |
| ------------------------------------------------------------------------------- | ------------------------------------------------------------------------------- | ------------------------------------------------------------------------------- | ------------------------------------------------------------------------------- | ------------------------------------------------------------------------------- | ------------------------------------------------------------------------------- | ------------------------------------------------------------------------------- | ------------------------------------------------------------------------------- | ------------------------------------------------------------------------------- | ------------------------------------------------------------------------------- | ------------------------------------------------------------------------------- | ------------------------------------------------------------------------------- | ------------------------------------------------------------------------------- | ------------------------------------------------------------------------------- |
| Cao kỉ lục °C (°F)                                                              | 11.7 (53.1)                                                                     | 14.0 (57.2)                                                                     | 23.9 (75.0)                                                                     | 31.1 (88.0)                                                                     | 32.3 (90.1)                                                                     | 34.9 (94.8)                                                                     | 34.6 (94.3)                                                                     | 34.5 (94.1)                                                                     | 33.9 (93.0)                                                                     | 28.6 (83.5)                                                                     | 21.7 (71.1)                                                                     | 16.7 (62.1)                                                                     | 34.9 (94.8)                                                                     |
| Trung bình ngày tối đa °C (°F)                                                  | −6.0 (21.2)                                                                     | −2.7 (27.1)                                                                     | 2.2 (36.0)                                                                      | 11.2 (52.2)                                                                     | 17.5 (63.5)                                                                     | 21.0 (69.8)                                                                     | 23.1 (73.6)                                                                     | 22.6 (72.7)                                                                     | 17.1 (62.8)                                                                     | 10.4 (50.7)                                                                     | 0.0 (32.0)                                                                      | −4.5 (23.9)                                                                     | 9.3 (48.7)                                                                      |
| Trung bình ngày °C (°F)                                                         | −10.4 (13.3)                                                                    | −7.6 (18.3)                                                                     | −2.5 (27.5)                                                                     | 5.4 (41.7)                                                                      | 11.5 (52.7)                                                                     | 15.5 (59.9)                                                                     | 17.7 (63.9)                                                                     | 16.9 (62.4)                                                                     | 11.4 (52.5)                                                                     | 5.1 (41.2)                                                                      | −4.1 (24.6)                                                                     | −8.8 (16.2)                                                                     | 4.2 (39.6)                                                                      |
| Tối thiểu trung bình ngày °C (°F)                                               | −14.8 (5.4)                                                                     | −12.5 (9.5)                                                                     | −7.2 (19.0)                                                                     | −0.5 (31.1)                                                                     | 5.4 (41.7)                                                                      | 9.9 (49.8)                                                                      | 12.3 (54.1)                                                                     | 11.3 (52.3)                                                                     | 5.8 (42.4)                                                                      | −0.2 (31.6)                                                                     | −8.2 (17.2)                                                                     | −13.1 (8.4)                                                                     | −1.0 (30.2)                                                                     |
| Thấp kỉ lục °C (°F)                                                             | −44.4 (−47.9)                                                                   | −46.1 (−51.0)                                                                   | −36.1 (−33.0)                                                                   | −25.6 (−14.1)                                                                   | −12.2 (10.0)                                                                    | −1.1 (30.0)                                                                     | 0.6 (33.1)                                                                      | −1.2 (29.8)                                                                     | −11.7 (10.9)                                                                    | −25.0 (−13.0)                                                                   | −34.1 (−29.4)                                                                   | −48.3 (−54.9)                                                                   | −48.3 (−54.9)                                                                   |
| Lượng Giáng thủy trung bình mm (inches)                                         | 21.7 (0.85)                                                                     | 12.0 (0.47)                                                                     | 15.8 (0.62)                                                                     | 28.8 (1.13)                                                                     | 46.1 (1.81)                                                                     | 77.5 (3.05)                                                                     | 93.8 (3.69)                                                                     | 61.9 (2.44)                                                                     | 43.5 (1.71)                                                                     | 21.7 (0.85)                                                                     | 18.0 (0.71)                                                                     | 15.0 (0.59)                                                                     | 455.7 (17.94)                                                                   |
| Lượng mưa trung bình mm (inches)                                                | 1.3 (0.05)                                                                      | 0.76 (0.03)                                                                     | 1.7 (0.07)                                                                      | 14.5 (0.57)                                                                     | 40.7 (1.60)                                                                     | 77.5 (3.05)                                                                     | 93.8 (3.69)                                                                     | 61.8 (2.43)                                                                     | 42.4 (1.67)                                                                     | 10.9 (0.43)                                                                     | 1.6 (0.06)                                                                      | 0.73 (0.03)                                                                     | 347.8 (13.69)                                                                   |
| Lượng tuyết rơi trung bình cm (inches)                                          | 24.5 (9.6)                                                                      | 13.4 (5.3)                                                                      | 17.4 (6.9)                                                                      | 15.3 (6.0)                                                                      | 4.9 (1.9)                                                                       | 0.0 (0.0)                                                                       | 0.0 (0.0)                                                                       | 0.04 (0.02)                                                                     | 1.0 (0.4)                                                                       | 11.6 (4.6)                                                                      | 19.1 (7.5)                                                                      | 16.4 (6.5)                                                                      | 123.5 (48.6)                                                                    |
| Số ngày giáng thủy trung bình (≥ 0.2 mm)                                        | 11.0                                                                            | 7.9                                                                             | 8.3                                                                             | 8.8                                                                             | 11.0                                                                            | 14.2                                                                            | 14.6                                                                            | 11.1                                                                            | 9.8                                                                             | 8.0                                                                             | 8.8                                                                             | 9.4                                                                             | 122.9                                                                           |
| Số ngày mưa trung bình (≥ 0.2 mm)                                               | 1.1                                                                             | 0.83                                                                            | 1.4                                                                             | 5.9                                                                             | 10.5                                                                            | 14.2                                                                            | 14.6                                                                            | 11.1                                                                            | 9.6                                                                             | 5.6                                                                             | 1.5                                                                             | 0.75                                                                            | 77.3                                                                            |
| Số ngày tuyết rơi trung bình (≥ 0.2 cm)                                         | 10.7                                                                            | 7.7                                                                             | 7.7                                                                             | 4.2                                                                             | 1.2                                                                             | 0.0                                                                             | 0.0                                                                             | 0.04                                                                            | 0.50                                                                            | 3.2                                                                             | 7.9                                                                             | 9.3                                                                             | 52.4                                                                            |
| Độ ẩm tương đối trung bình (%)                                                  | 65.2                                                                            | 61.2                                                                            | 56.5                                                                            | 42.9                                                                            | 40.4                                                                            | 48.2                                                                            | 52.6                                                                            | 51.4                                                                            | 50.1                                                                            | 50.5                                                                            | 64.7                                                                            | 65.4                                                                            | 54.1                                                                            |
| Số giờ nắng trung bình tháng                                                    | 100.8                                                                           | 121.7                                                                           | 176.3                                                                           | 244.2                                                                           | 279.9                                                                           | 285.9                                                                           | 307.5                                                                           | 282.3                                                                           | 192.7                                                                           | 170.8                                                                           | 98.4                                                                            | 84.5                                                                            | 2.344,8                                                                         |
| Nguồn: Environment Canada                                                       |                                                                                 |                                                                                 |                                                                                 |                                                                                 |                                                                                 |                                                                                 |                                                                                 |                                                                                 |                                                                                 |                                                                                 |                                                                                 |                                                                                 |                                                                                 |

## Du lịch
Những địa điểm du lịch:
- Trung tâm Winspear hoặc Phòng triển lãm Nghệ thuật Alberta: trưng bày hàng ngàn cổ vật lịch sử và nhiều hoạt động trình diễn thú vị. Hai nơi này mở cửa lúc 9h sáng – 5h chiều với giá 11$ – 12,5$.
- Công viên Pháo đài Edmonton: Nằm trong khuôn viên rộng 65 héc ta dọc Sông Bắc Saskatchewan
- Làng Di sản Văn hóa Ukraina: Mở cửa từ 10h sáng – 4h chiều
- Công viên Kỷ Jura: Trải nghiệm chuyến tham quan đi bộ ngắm mô hình những con khủng long khổng lồ, mở cửa hàng ngày cho tới chập tối.
- Old Strathcona: Một điểm đến của những tín đồ mua sắm đậm chất truyền thống, đồ thủ công.
- Các hoạt động du lịch khác: Edmonton có mùa hè nóng, thường ẩm ướt và mùa đông lạnh, có tuyết rơi. Tùy vào thời điểm tham quan trong năm, du khách có thể trượt tuyết và trượt băng, đi bộ, leo núi, dã ngoại, chơi golf và chèo xuồng dọc dòng sông uốn lượn của nơi đây.